# Welcome Pass
Welcome Pass (in lingua inglese: Passo del benvenuto) è un passo innevato tra il Cairn Ridge e il Czamanske Ridge, che permette l'accesso alla Tranquillity Valley nel Dufek Massif dei Monti Pensacola, in Antartide.
La denominazione descrittiva è stata assegnata in associazione con quella della Tranquillity Valley, anche perché durante la stagione esplorativa del 1976-77 Arthur B. Ford e Willis H. Nelson, componenti del gruppo geologico dell'United States Geological Survey (USGS) nei Monti Pensacola nel 1978-79, dopo aver scoperto componenti di elicottero lasciati qui dalla Spedizione Antartica Sovietica dell'anno precedente, lasciarono un biglietto di benvenuto nel Dufek Massif a Garrik Grikurov, leader del gruppo sovietico.